# Imatge de Heisenberg
En física, la imatge de Heisenberg o representació de Heisenberg és una formulació (en gran part deguda a Werner Heisenberg el 1925) de la mecànica quàntica en la qual els operadors (observables i altres) incorporen una dependència del temps, però els vectors d'estat són independents del temps, una base fixa arbitrària rígidament subjacent a la teoria.
Es contrasta amb la imatge de Schrödinger en què els operadors són constants, en canvi, i els estats evolucionen en el temps. Les dues imatges només es diferencien per un canvi de base pel que fa a la dependència del temps, que correspon a la diferència entre transformacions actives i passives. La imatge de Heisenberg és la formulació de la mecànica matricial en una base arbitrària, en la qual l'hammiltonià no és necessàriament diagonal.
A més, serveix per definir una tercera imatge, híbrida, la imatge d'interacció.

## Detalls matemàtics
A la imatge de Heisenberg de la mecànica quàntica els vectors d'estat | ψ ⟩ no canvien amb el temps, mentre que els observables A compleixen
{\displaystyle {\frac {d}{dt}}A_{\text{H}}(t)={\frac {i}{\hbar }}[H_{\text{H}},A_{\text{H}}(t)]+\left({\frac {\partial A_{\text{S}}}{\partial t}}\right)_{\text{H}}}
on "H" i "S" etiqueten observables a la imatge de Heisenberg i Schrödinger respectivament, H és l'Hamiltonià i [·,·] denota el commutador de dos operadors (en aquest cas H i A). Prenent valors d'expectatives s'obté automàticament el teorema d'Ehrenfest, que apareix al principi de correspondència.
Segons el teorema de Stone–von Neumann, la imatge de Heisenberg i la imatge de Schrödinger són unitariment equivalents, només un canvi de base en l'espai de Hilbert. En cert sentit, la imatge de Heisenberg és més natural i convenient que la imatge equivalent de Schrödinger, especialment per a les teories relativistes. La invariància de Lorentz es manifesta a la imatge de Heisenberg, ja que els vectors d'estat no destaquen el temps ni l'espai.
Aquest enfocament també té una similitud més directa amb la física clàssica: simplement substituint el commutador anterior pel suport de Poisson, l'equació de Heisenberg es redueix a una equació en mecànica hamiltoniana.

## Equivalència de l'equació de Heisenberg amb l'equació de Schrödinger
Pel bé de la pedagogia, la imatge de Heisenberg s'introdueix aquí a partir de la següent, però més familiar, la imatge de Schrödinger.
El valor esperat d'un A observable, que és un operador lineal hermitià, per a un estat de Schrödinger donat | ψ (t )⟩, ve donada per{\displaystyle \langle A\rangle _{t}=\langle \psi (t)|A|\psi (t)\rangle .}A la imatge de Schrödinger, l'estat | ψ (t )⟩ en el temps t està relacionat amb l'estat | ψ (0)⟩ en el temps 0 per un operador d'evolució temporal unitària, U(t),{\displaystyle |\psi (t)\rangle =U(t)|\psi (0)\rangle .}A la imatge de Heisenberg, es considera que tots els vectors d'estat es mantenen constants als seus valors inicials | ψ (0)⟩, mentre que els operadors evolucionen amb el temps segons{\displaystyle A(t):=U^{\dagger }(t)AU(t)\,.}L'equació de Schrödinger per a l'operador d'evolució temporal és{\displaystyle {\frac {d}{dt}}U(t)=-{\frac {iH}{\hbar }}U(t)}on H és l'hammiltonià i ħ és la constant de Planck reduïda i i és la unitat imaginària.